# Mount Oliver (Pennsylvania)
Mount Oliver  è una borough degli Stati Uniti d'America, nella contea di Allegheny nello Stato della Pennsylvania. Secondo il censimento del 2000 la popolazione è di 3.970 abitanti.

## Società

### Evoluzione demografica
La composizione etnica vede una prevalenza della razza bianca (83,75%) seguita da quella afroamericana (11,74%), dati del 2000.
| borough di Mount Oliver Popolazione |       |
| 2000                                | 3.970 |
| Stima al 01-07-07                   | 3.683 |